# Sago Salido
Sago Salido is een bestuurslaag in het regentschap Zuid-Pesisir van de provincie West-Sumatra, Indonesië. Sago Salido telt 4407 inwoners (volkstelling 2010).